# Монетные дворы России (1700—1917)
Список монетных дворов России 1700—1917 годов:

## Москва
Красный (Китайский).
Построен в 1697 г. около Воскресенских ворот Кремля.
До 1704 г. выпускал только проволочные копейки ручной выделки, до 1718 г. в основном их же. В 1718—1720 гг. участвовал в выпуске полтин и рублей. В 1727 г. переоборудован под медный передел пятаков, в 1730 г. — денег и полушек. В 173?—1737 гг. реконструируется. Выпускал монеты:
1704—1705 гг. — гривну и алтын (1704);
1707—1709 гг. — тинф и шестак (тип 400—401);
1713—1714 гг. — низкопробные пятаки, алтын и копейку (1713—1714), золотые червонные;
1718—1720 гг. — гривенник, полтину и рубль (171920), низкопробные алтын и копейку (1718);
1727—1731 гг. — медный передел (см. медные дворы, 1732—1737 гг. — перестройка двора);
1737—1758 гг. — золотые, серебряные и медные (с 1743) монеты, региональные (типы 400.. 410..);
1758—1759 гг. — медные 5, 2, 1 копейку и денгу;
1761—1775 гг. — золотые, серебряные и медные монеты, региональные выпуски (типы 420…);
1788—1789, 1795, 1796 гг. — перечекан меди см. медные дворы.
Кадашёвский (Адмиралтейский)
Построен в 1701 году в Кадашевской слободе Замоскворечья на бывшем хамовном (ткацком) дворе. Выпускал, кроме проволочных копеек:
1701—1703 гг. — полтину, полуполтину, гривенник и 10 денег, золотые червонные;
1704—1714 гг. — дополнительно к перечисленному рубль (нерегулярно);
1718—1737 гг. — рубль, полтину, гривенник (1731—1735), золотые 2 рубля (1718—1728), червонец (1729—1730).

### Медные дворы
Набережный Построен в 1699 году на территории московского Кремля.
1700—1718 гг. — полуполушку (1700 г.), полушку и денгу (1700—1712), копейку (1704—1718);
1718—1722 гг. — полушку 40-рублевой стопы;
1723—1727 гг. — пятак 40-рублевой стопы, копейку 20-рублевой стопы (1724 — перечекан).
Кадашевский медный  Построен в 1704 г. как отделение серебряного двора.
1704—1718 гг. — копейку (1704—1705, 1707—1718), денгу (1704—1705, 1712—1718), полушку (1704—1705, 1707, 1712—1718);
1718—1722 гг. — полушку 40-рублевой стопы;
1723—1730 гг. — пятак и копейку (1728—1729) 40-рублевой стопы (на подряде Егора Маркова).
Красный (Китайский) (до 1720 г. — см. Красный серебряный, в 1732—1737 гг. — реконструкция).
1727 г. — пятак 40-рублевой стопы;
1730—1731 гг. — полушку и денгу 10-рублевой стопы (перечекан копеек образца 1704 и 1728);
1743—1761 гг. — их же на екатеринбургских кружках, с 1755 г. копейку, с 1758 новую серию;
1788—1789, 1795 гг. — перечекан меди 1762 года;
1796 г. — перечекан монет в 32-рублевую стопу и обратно.
Плащильная мельница на Яузе  Построена в 1727 г. для плащения меди на дело пятикопеечников.
1727 г. — медные кружки для пятака 40-рублевой стопы;
1728—1729 гг. — медные кружки для копейки 40-рублевой стопы;
1734—1737 гг. — полушку и денгу 10-рублевой стопы на привезенном с Красного двора оборудовании.

## Санкт-Петербург
Коллежский Временно размещался на подворье Берг-коллегии.
1724—1725 гг. — рубль и полтину (1725);
1726 г. — пробную полуполтину, гривну (?).
Петропавловская крепость Трубецкой бастион
1725—1727 гг. — рубль и полтину (1726—1727).
Канцелярский Временно размещался в бывших палатах князя Прозоровского.
1736—1737 гг. — рубль и червонный штемпелями Гедлингера.
Петропавловская крепость Трубецкой бастион
1738—1754 гг. — рубль и полтину .
 Петропавловская крепость Трубецкой и Нарышкин бастионы
1755—1761 гг. — рубль, полтину, 5 копеек, все золотые, медные копейку и 2 копейки;
1762—1799 гг. — дополнительно к перечисленному прочие медные, с 1764 года прочие серебряные;
С 1776 г. остается единственным в переделе золота и серебра.
Банковский
Размещался в подвалах Ассигнационного банка на Садовой улице.
1797—1798 гг. — полуимпериал, полуполтину и гривну (пробный передел СП ОМ), пробные ефимки;
1799—1805 гг. — все номиналы золотых и серебряных монет.
Петропавловская крепость Новые корпуса
1807—1917 гг. — все номиналы золотых, платиновых и серебряных монет, а также часть медных.

## Екатеринбургский
Открыт в 1725 году при екатеринбургских казённых горных заводах.
1725—1727 гг. — квадратные медные платы (тип 250—255).
1727—1729 гг. — кружки для легковесных пятаков и копеек;
1734—1735 гг. — кружки для денег и полушек;
1736—1741 гг. — полушку и денгу 10-рублевой стопы;
1742—1754 гг. — кружки для денег и полушек;
1748—1751 гг. — полушку и денгу 10-рублевой стопы;
1755—1876 гг. — медные монеты всех номиналов.

## Сестрорецкий
Открыт в Сестрорецке (ныне часть Санкт-Петербурга) 1757 году при сестрорецких оружейных заводах.
1757—1758 гг. — медные монеты всех номиналов;
1762 г. — 10, 4 и 2 копейки 32-рублевой стопы;
1763—1767 гг. — перечеканивал 10 копеек (1763) и печатал 5 копеек 16-рублевой стопы;
1768—1778 гг. — неудавшиеся попытки выпуска медных рублей (тип 260 и 261).

## Сузунский
Построен на Алтае в Нижнем Сузуне вместе с медным заводом.
1766—1781 гг. «сибирские» монеты 25рублевой стопы всех номиналов;
1781—1847 гг. общегосударственные медные монеты (после пожара 25 ноября 1847 г. не работал).

## Таврический
В поселке Ташлык, около Феодосии, на бывшем дворе хана Шахин-Гирея.
1787-1788 гг. — общегосударственные 5 и 2 копейки, пробные прочая медь и серебро (тип 440—443).

## Аннинский
Открыт в 1789 году на месте Бабкинского медного завода в Пермском крае.
1789—1798 гг. — общегосударственные медные монеты, включая павловский перечекан.

## Колпинский
В селе Колпино на базе Адмиралтейских Ижорских заводов.
1810-1814, 1820—1821 и 1840-1843 гг. — общегосударственные медные монеты.

## Временные медные дворы
1762 г. — Нижний Новгород, Ярославль, село Поречье Смоленской губернии, для перечекана монет 16-рублевой стопы в 10, 4 и 2 копейки 32-рублевой стопы.
1796 г. — Нижний Новгород, для перечекана монет 32-рублевой стопы в 5 и 2 копейки 16-рублевой;
1899-1901 гг. — петербургский завод бывш. Розенкранц, для чеканки медной монеты (кроме 5 коп.).

## Региональные выпуски
Красный Москва — тинфы 1707—1709 гг., ливонезы 1756—1757 гг. и монеты для Пруссии 1761—1762 гг.
 Кенигсберг - монеты для Пруссии 1759—1761 гг.
 Садогур - Молдова монеты для Молдавии и Валахии 1771—1774 гг.
 Тифлис — монеты для Грузии 1804—1834 гг.
 Варшава — монеты для Польши 1816—1834 гг., русско-польские 1833—1850 гг., имперские 1842—1864 гг.
 Гельсингфорс — монеты для Финляндии 1863—1917 гг.

## Чеканка на иностранных монетных дворах
В ряде случаев заказы на чеканку серебряных монет размещались на иностранных дворах — Страсбургском, Парижском, Брюссельском, и японском в Осаке, а медных — на Бирмингемском.